# Anthophora cinerithoracis
Anthophora cinerithoracis är en biart som beskrevs av Wu 1982. Anthophora cinerithoracis ingår i släktet pälsbin, och familjen långtungebin. Inga underarter finns listade i Catalogue of Life.